# Cyclophora privataria
Cyclophora privataria là một loài bướm đêm trong họ Geometridae.